# Seismograf

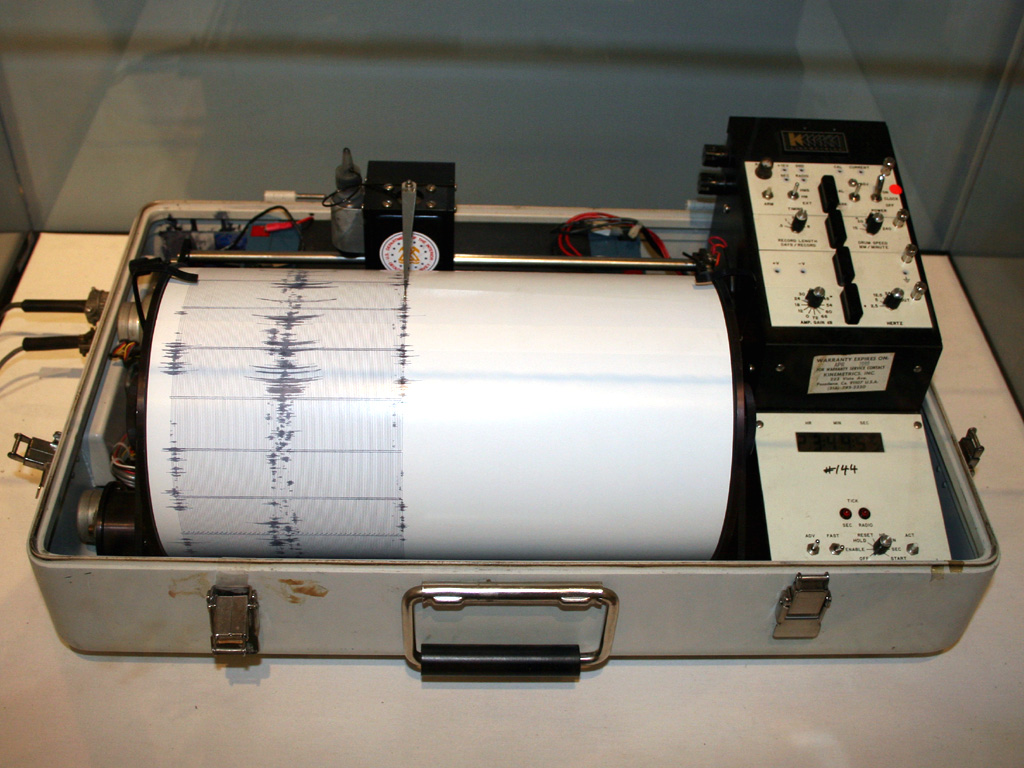

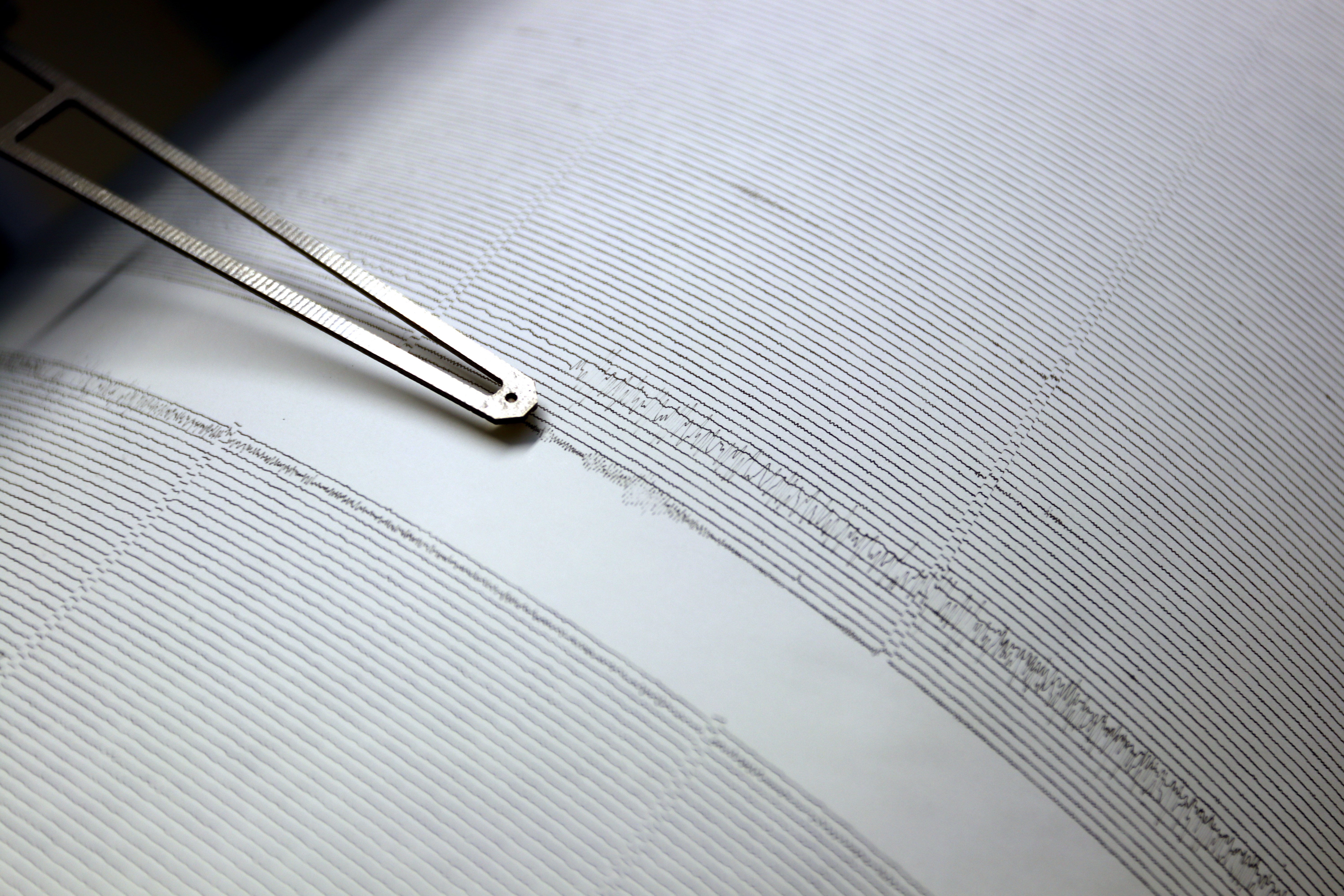
Detail seismografu zaznamenávající zemětřesení

Seismograf (řecky seismos – zemětřesení a graphein – psát) nebo seismometr (metero – měřit) je přístroj, který měří a pořizuje zápis velikosti, síly a průběhu seismických vln, vzniklých jak při zemětřesení, tak i lidskou činností. Seismografy jsou využívány seismology studujícími průběh zemětřesení, ale také geology zkoumajícími nitro Země. Časový záznam aktivity se označuje jako seismogram. 

## Historie

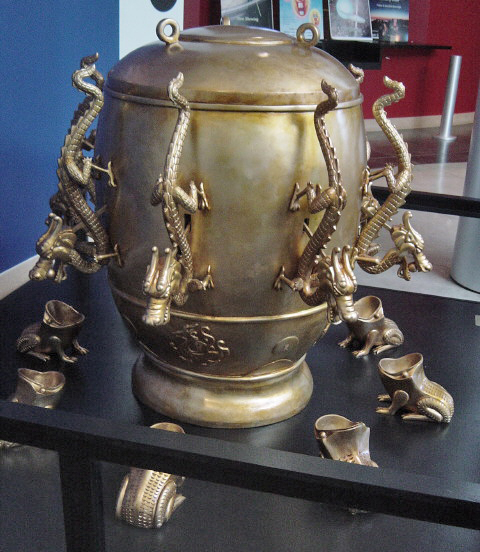
Replika seismoskopu Čang Chenga (výstava v Chabot Space and Science Center v roce 2004, Oakland, Kalifornie)

První jednoduchý seismometr sestrojil vynálezce a dvorní astronom dynastie Chan Čang Cheng v roce 132 našeho letopočtu. Po několika zemětřeseních v tomto roce sestrojil Čang Cheng „přístroj“, který měl varovat před dalším zemětřesením. Šlo o bronzovou nádobu o průměru asi 2 metry. Na jejím vnějšku bylo rovnoměrně rozmístěno osm plastik draka s měděnou kuličkou v tlamě směřující dolů. Kolem nádoby pod plastikami byly umístěny plastiky žab s otevřenými ústy. Když došlo k otřesům, kyvadlo se uvnitř džbánu pohybovalo ve vymezených směrech. Zatlačilo páčku, která otevřela příslušnou dračí tlamu. Kulička spadla do tlamy žáby umístěné pod drakem a zvuk upozornil na zemětřesení. Otevřená tlama draka pak ukazovala směrem k němu. První „západní“ popis tohoto zařízení pochází z roku 1703, jeho autorem je francouzský fyzik a kněz Jean de Hautefeuille.
Okolo roku 1856 vyvinul Luigi Palmieri elektromagnetický seismograf, u nějž vibrace zemětřesení spojovaly elektrický okruh. Přístroj umožnil zaznamenávání času nebo připojení dalších zařízení. Další z kyvadlových seismografů sestrojil John Milne na Imperial College of Engineering v Japonsku v roce 1880.  
První seismogram vzdáleného zemětřesení byl zaznamenán v roce 1889 náhodou v Postupimi. Astronom Ernst von Rebeur-Paschwitz zaznamenal povrchové vlny zemětřesení v Japonsku pomocí zařízení, které bylo určeno pro měření průhybů podle astrofyzikálních vlivů. Ernst von Rebeur-Paschwitz je považován za jednoho z otců seismologie.
V roce 1904 vyvinul Boris Borisovič Golicyn v Petrohradě elektrodynamický seismograf, který nahradil mechanická zařízení a po několika technických zlepšeních se stal vzorem moderních zařízení. 
Za dalšího z vynálezců seismografu je považován německý fyzik Emil Wiechert. Jeho seismograf s vysokou citlivostí poprvé dovolil průběžný záznam globální zemětřesné aktivity a stal se modelem pro většinu přístrojů používaných v seismických stanicích po celém světě již desítky let.

## Vyhodnocování
Pro určení přesného místa a času zemětřesení se používá síť seismografů. Pro přesnou lokalizaci jsou vyhodnocovány časové rozdíly (princip ložiska). Vzhledem k tomu, že se seizmické vlny šíří uvnitř Země rychlostí několika kilometrů za sekundu, zaznamenat lze po krátké době zemětřesení například na jiném kontinentě. Kromě přirozených zemětřesení lze pomocí seismografů také registrovat:
- indukované zemětřesení – zemětřesení způsobené lidskou činností
- mikroseismický nepokoj
- trhací práce (např. v lomech)
- jaderné testy
- vibrace v dopravě

V závislosti na konstrukci přístroje lze zaznamenat:
- zrychlení
- rychlost
- průhyb (pohyby země)

Ze záznamů lze vyvodit:
- velikost zemětřesení
- místo původu (epicentrum a hypocentrum)
- frekvenční spektrum
- časové, prostorové a energetické rozložení

## Nejjednodušší seismometr
Demonstrovat neustálé jemné, subjektivně nepociťované otřesy půdy můžeme tímto velmi jednoduchým zařízením. Při západu slunce položíme lavor s vodou na zem tak, aby hladina vrhala odraz (prasátko) na zastíněnou stěnu. Čím je stěna dál od lavoru, tím je seismometr citlivější a chvění obrazu na stěně je pozorovatelné, i když máme pocit, že je půda zcela klidná. Nejlepších výsledků dosáhneme, když lavor leží přímo na skalním podloží, například na skalním výchozu. 